# Idaea tauricola
Idaea tauricola là một loài bướm đêm trong họ Geometridae.